# Syberia
Syberia (укр. Сибір або Сибірія) — відеогра жанру пригодницького квесту, перша частина культової серії Бенуа Сокаля Syberia, розроблена французькою компанією Microïds. Офіційний перший випуск Syberia відбувся 18 червня 2002 року для платформи Microsoft WIndows. Згодом, відеогру портували для гральних консолей, випустивши 28 березня 2003 року вперше версію для PlayStation 2 та 6 червня 2003 року версію для Xbox.

## Сюжет
Історія дівчини на ім'я Кейт Волкер (англ. Kate Walker) — адвокатки з Нью-Йорку, яка мусить підписати контракт з власницею фабрики механічних іграшок у маленькому містечку під назвою Валадилена про її продаж. Проста на вигляд справа перетворюється на завдання всього її життя після того, як перед нею поступово розгортається історія брата власниці — Ганса.

## Ігровий процес
Syberia — це пригодницька гра з видом від третьої особи, в якій гравець повинен розв'язувати різноманітні головоломки та виконувати певні процедури для того, щоб сюжетна лінія продовжилася. Ігровий процес Syberia включає нелінійні елементи, які додають глибини. Наприклад, гравці можуть вибирати пріоритет, з якими підлокаціями та неігровими персонажами вони хотіли б взаємодіяти в першу чергу, хоча кожна глава починається і закінчується однаково.

## Розробка
Syberia розроблювалася канадським підрозділом Microïds у Монреалі, що налічував на той час 35 співробітників. Для розроблення відеогри компанії необхідно було залучити інвестицій в понад 2 мільйони євро, найбільшої суми коштів, яку Microïds виділяла коли-небудь. Процес створення відеогри проходив під керівництвом Бенуа Сокаля та віцепрезидента Microïds Олів'є Фонтеней. Розробка та дизайн відеогри зайняли близько двох років. За розрахунками компанії, для повної розробки Syberia однією людиною, довелося б витратити понад двадцять вісім років. Відеогра розроблювалася з допомогою грального рушія Virtools Development Environment 2.1.

## Інші ігри серії
- Syberia II — пригодницька відеогра, друга частина культової пригодницької трилогії «Syberia», створеної в стилі стімпанку французьким автором Бенуа Сокалем (фр. Benoît Sokal).
- Syberia III — продовження культової дилогії Бенуа Сокаля Syberia і Syberia II.
- Syberia: The World Before — пригодницька гра жанру квест, створена французькими студіями Koalabs та Microids.